# Soquete R
Soquete R, também chamado de LGA 2011, é um Soquete de CPU da Intel lançado em 14 de novembro de 2011. Ele foi lançado junto com o LGA 1356 para substituir seu predecessor, LGA 1366 (Socket B) e LGA 1567. Enquanto o LGA 1356 foi projetado para processadores dual ou servidores low-end, LGA 2011 foi projetado para desktops high-end e servidores de alto desempenho. O soquete tem 2011 pinos salientes que tocam os pontos de contato na parte inferior do processadores.
O soquete LGA 2011 usa QPI para conectar a CPU e a CPUs adicionas. O DMI 2.0 é usado para conectar o processador ao PCH. O controlador de memória e 40 pistas PCI Express (PCIe) estão integrados na CPU. Em um processador secundário, uma interface PCIe x4 extra substitui a interface DMI. Como com seu predecessor LGA 1366, não há provisionamento para gráficos integrados. Este soquete suporta quatro canais de memória DDR3 ou DDR4 SDRAM com até três DIMMs sem buffers ou registrados por canal, bem como até 40 pistas PCI Express 2.0 ou 3.0. LGA 2011 também deve garantir escalabilidade da plataforma além de oito núcleos de 20 MB de cache.
O soquete LGA 2011 é usado pelos processadores Sandy Bridge-E/EP e Ivy Bridge-E/EP com chipsets correspondentes X79 (E - classe entusiasta) e C600 (EP - classe Xeon). Ele e o LGA 1155 são os dois últimos soquetes da Intel a oferecer suporte ao Windows XP e ao Windows Server 2003.
LGA 2011-1 (Socket R2), uma geração atualizada do soquete e sucessor do LGA 1567, é usado para CPUs Ivy Bridge-EX (Xeon E7 v2), Haswell-EX (Xeon E7 v3) e Broadwell-EX (Xeon E7 v4), que foram lançados em fevereiro de 2014, maio de 2015 e julho de 2016, respectivamente.
LGA 2011-v3 (Socket R3, também conhecido como LGA 2011-3) é outra geração atualizada do soquete, usado para CPUs Haswell-E e Haswell-EP e Broadwell-E, que foram lançados em agosto e setembro de 2014, respectivamente. As gerações de soquetes atualizadas são fisicamente semelhantes ao LGA 2011, mas sinais elétricos diferentes, codificação ILM e integração do controlador de memória DDR4 em vez de DDR3 impedem a compatibilidade com CPUs mais antigas.
No mercado de servidores, foi sucedido pelo LGA 3647, quando nos mercados de desktops e workstations de ponta seu sucessor é o LGA 2066. A família de processadores Xeon E3, posteriormente renomeada para Xeon E, usa soquetes de nível de consumidor.

## Projeto físico e gerações de soquete

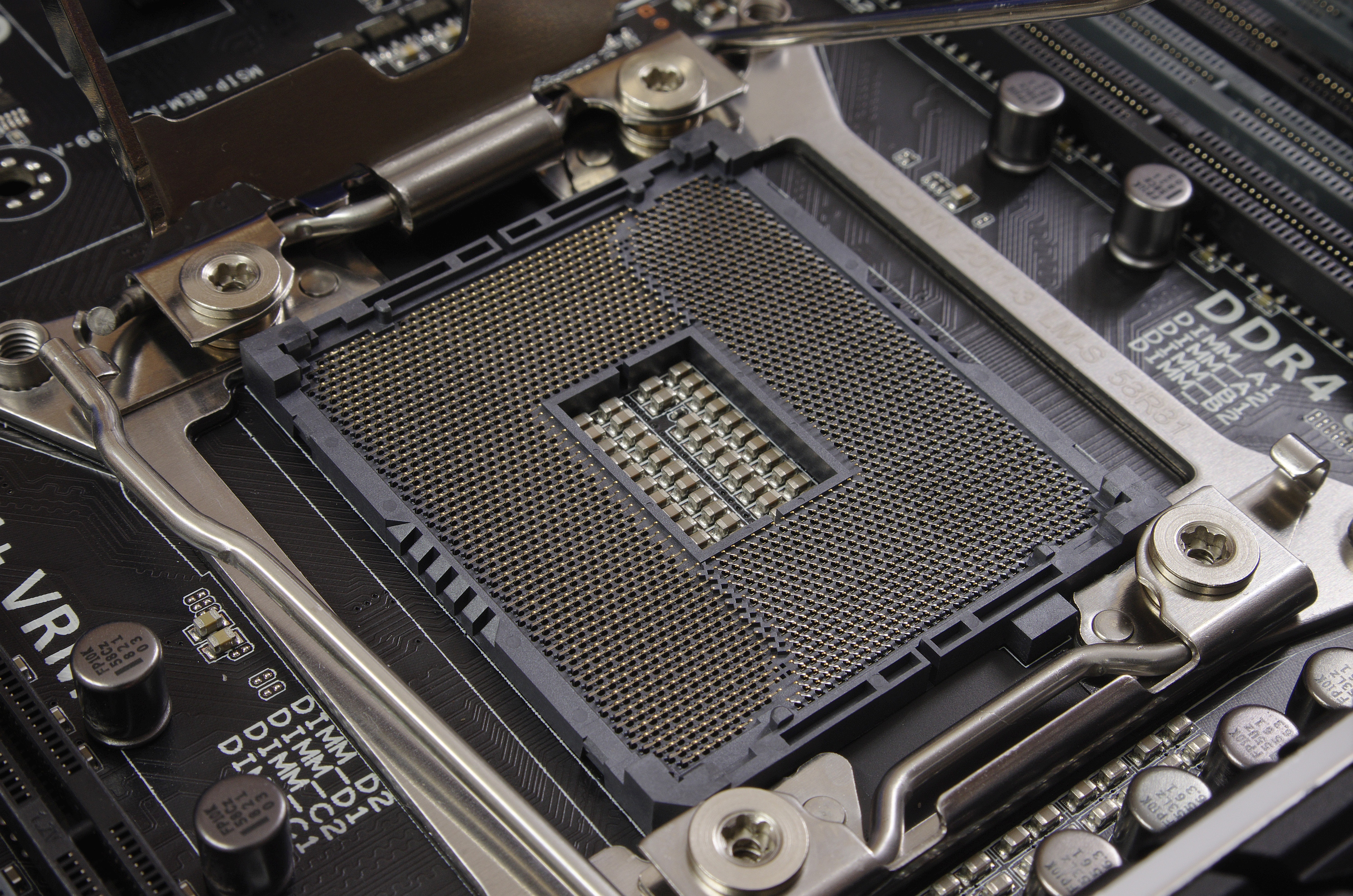
Um socket LGA 2011-v3

Os soquetes de CPU da Intel usam o chamado dispositivo de retenção Independent Loading Mechanism (ILM) para aplicar a quantidade específica de pressão uniforme necessária para segurar corretamente a CPU contra a interface do soquete. Como parte de seu design, os ILMs têm saliências posicionadas de forma diferente, que se destinam a coincidir com recortes em embalagens de CPU. Essas saliências, também conhecidas como codificação de ILM, têm o objetivo de impedir a instalação de CPUs incompatíveis em soquetes fisicamente compatíveis e evitar que os ILMs sejam montados com uma rotação de 180 graus em relação ao soquete de CPU.
Diferentes variantes (ou gerações) do soquete LGA 2011 e CPUs associadas vêm com codificação ILM diferente, o qual torna possível instalar CPUs apenas em soquetes de geração correspondente. As CPUs que se destinam a ser montadas nos soquetes LGA 2011-0 (R), LGA 2011-1 (R2) ou LGA 2011-v3 (R3) são todas mecanicamente compatíveis em relação às suas dimensões e passos de padrão de esfera, mas as designações dos contatos são diferentes entre as gerações do soquete LGA 2011 e das CPUs, o que os torna elétrica e logicamente incompatíveis. O soquete LGA 2011 original é usado para processadores Sandy Bridge-E/EP e Ivy Bridge-E/EP, enquanto LGA 2011-1 é usado para CPUs Ivy Bridge-EX (Xeon E7 v2), e Haswell-EX (Xeon E7 V3), que foram lançados em fevereiro de 2014 e maio de 2015, respectivamente. O soquete LGA 2011-v3 é usado para CPUs Haswell-E e Haswell-EP, lançadas em agosto e setembro de 2014, respectivamente.
Existem dois tipos de ILM, com diferentes formatos e padrões de orifícios de montagem do dissipador de calor, ambos com roscas M4 x 0,7: ILM quadrado (padrão de montagem de 80 x 80 mm) e ILM estreito (padrão de montagem de 56 x 94 mm). ILM quadrado é um tipo de padrão, enquanto o estreio está disponível como alternativa para aplicações de espaço limitado. Um dissipador de calor adequado é necessário para cada tipo de ILM.

## Chipsets
As informações para os chipsets Intel X79 (para desktop) e série C600 (para estações de trabalho e servidores, codinome Romley) estão na tabela abaixo. A plataforma Romley (EP) sofreu um atraso de aproximadamente um quarto, supostamente devido a um bug do controlador SAS.
O X79 parece conter o mesmo silício da série C600, com o ECS habilitando o controlador SAS para uma de suas placas, embora o SAS não seja oficialmente suportado pela Intel para o X79.

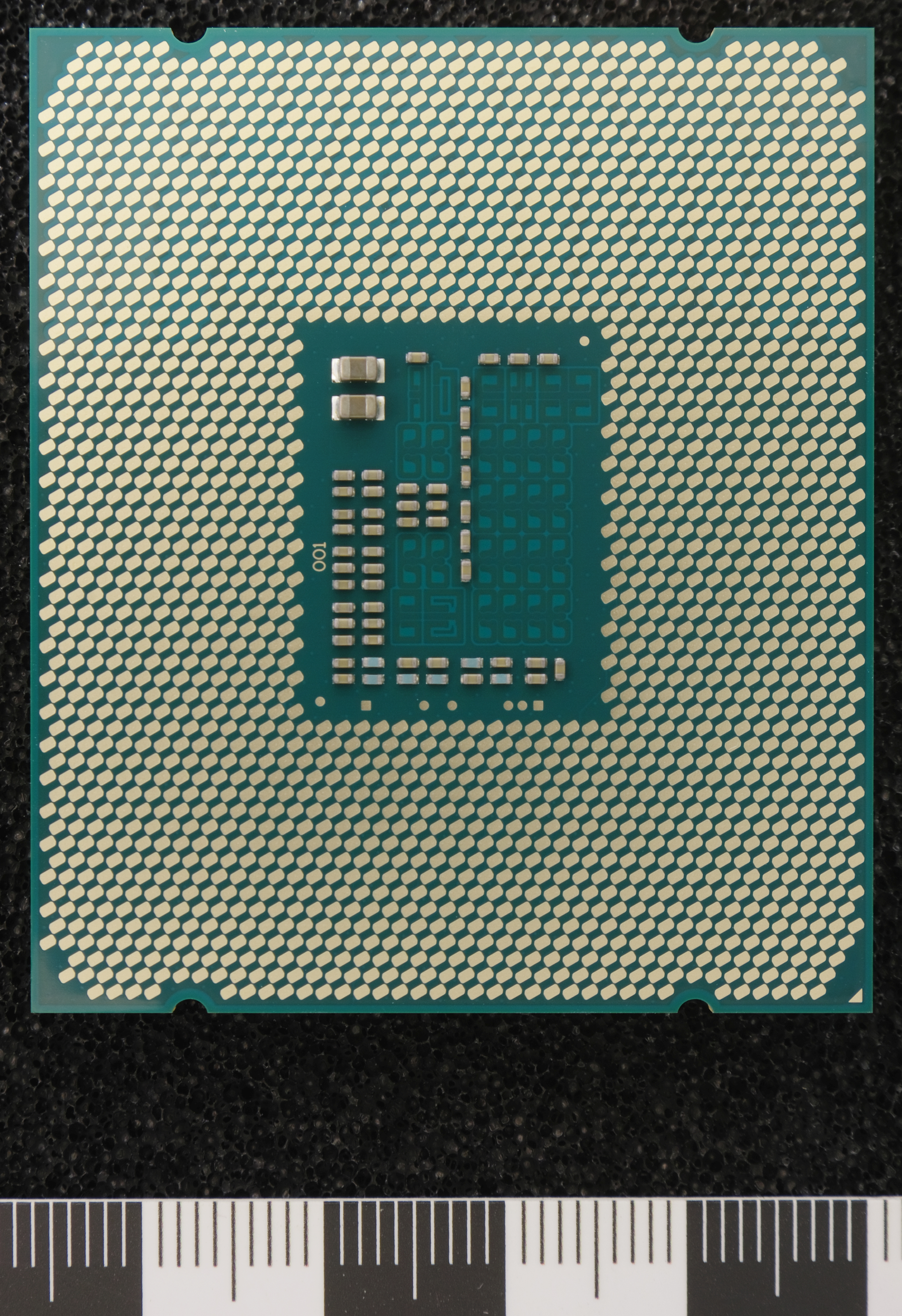
A Haswell-E CPU

| Nome                                     | X79                                        | X99                                        | C602J                                      | C602                                       | C604                                       | C606                                       | C608                                       | C612                                       |
| Suporte de CPU                           | Sandy Bridge-E, Ivy Bridge-E               | Haswell-E, Broadwell-E                     | Sandy Bridge-EP, Ivy Bridge-EP             | Sandy Bridge-EP, Ivy Bridge-EP             | Sandy Bridge-EP, Ivy Bridge-EP             | Sandy Bridge-EP, Ivy Bridge-EP             | Sandy Bridge-EP, Ivy Bridge-EP             | Haswell-EP, Broadwell-EP                   |
| Padrão de memória e slots máximos        | Quad-channel DDR3 até dois DIMMs por canal | Quad-channel DDR4 até dois DIMMs por canal | Quad-channel DDR3 até três DIMMs por canal | Quad-channel DDR3 até três DIMMs por canal | Quad-channel DDR3 até três DIMMs por canal | Quad-channel DDR3 até três DIMMs por canal | Quad-channel DDR3 até três DIMMs por canal | Quad-channel DDR4 até três DIMMs por canal |
| Overclocking                             | Sim                                        | Sim                                        | Não                                        | Não                                        | Não                                        | Não                                        | Não                                        | Não                                        |
| GPU incorporada                          | Não                                        | Não                                        | Não                                        | Não                                        | Não                                        | Não                                        | Não                                        | Não                                        |
| RAID 0/1/5/10                            | Sim [ 17 ]                                 | Sim [ 17 ]                                 | Sim [ 17 ]                                 | Sim [ 17 ]                                 | Sim [ 17 ]                                 | Sim [ 17 ]                                 | Sim [ 17 ]                                 | Sim [ 17 ]                                 |
| Portas USB máximas (USB 3.0)             | 14 (0)                                     | 14 (6)                                     | 14 (0)                                     | 14 (0)                                     | 14 (0)                                     | 14 (0)                                     | 14 (0)                                     | 14 (6)                                     |
| Portas SATA máximas (SATA 3.0, 6 Gbit/s) | 6 (2)                                      | 10 (10)                                    | 6 (2)                                      | 6 (2) SCU SATA                             | 6 (2) + 4 SCU SAS/SATA                     | 6 (2) + 8 SCU SAS/SATA                     | 6 (2) + 8 SCU SAS/SATA                     | 10 (10)                                    |
| Configuração PCIe fornecida pela CPU     | 40 pistas PCIe 3.0                         | 40 pistas PCIe 3.0                         | 40 pistas PCIe por CPU                     | 40 pistas PCIe por CPU                     | 40 pistas PCIe por CPU                     | 40 pistas PCIe por CPU                     | 40 pistas PCIe por CPU                     | 40 pistas PCIe por CPU                     |
| Configuração PCIe fornecida pelo chiset  | 8 pistas PCIe 2.0                          | 8 pistas PCIe 2.0                          | 8 pistas PCIe 2.0                          | 8 pistas PCIe 2.0                          | 8 pistas PCIe 2.0                          | 8 pistas PCIe 2.0                          | 8 pistas PCIe 2.0                          | 8 pistas PCIe 2.0                          |
| PCI                                      | Sim                                        | Não                                        | Sim [ 17 ]                                 | Sim [ 17 ]                                 | Sim [ 17 ]                                 | Sim [ 17 ]                                 | Sim [ 17 ]                                 | Não                                        |
| Intel Rapid Storage Technology           | Sim                                        | v13.1                                      | Enterprise edition                         | Enterprise edition                         | Enterprise edition                         | Enterprise edition                         | Enterprise edition                         | Sim                                        |
| Smart Response Technology                | Não                                        | Sim                                        | Não                                        | Não                                        | Não                                        | Não                                        | Não                                        | Sim                                        |
| Intel vPro                               | Não                                        | Não                                        | Sim                                        | Sim                                        | Sim                                        | Sim                                        | Sim                                        | Sim                                        |
| Chipset TDP                              | 7.8 W                                      | 6.5 W                                      | 8 W                                        | 8 W                                        | 8 W                                        | 12 W                                       | 12 W                                       | 6.5 W                                      |
| Litografia de chipset                    | 65 nm                                      | 32 nm                                      | 65 nm                                      | 65 nm                                      | 65 nm                                      | 65 nm                                      | 65 nm                                      | 32 nm                                      |
| Data de lançamento                       | 2011-11-14                                 | 2014-08-29                                 | Q1 2012                                    | Q1 2012                                    | Q1 2012                                    | Q1 2012                                    | Q1 2012                                    | 2014-09-08                                 |

## Processadores compatíveis

### Processadores de desktop
Os processadores de desktop compatíveis com o soquete LGA 2011, 2011-3 são Sandy Bridge-E, Ivy Bridge-E, Haswell-E e Broadway-E.
- Os processadores Sandy Bridge-E e Ivy Bridge-E são compatíveis com o chipset Intel X79.
- Os processadores Haswell-E e Broadwell-E são compatíveis com o chipset Intel X99.
- Todos os modelos são compatíveis com: MMX, SSE, SSE2, SSE3, SSSE3, SSE4.1, SSE4.2, AVX, Enchanced Intel SpeedStep Technology (EIST), Intel 64, XD bit (uma implementação de bit NX), TXT, Intel VT-x, Intel VT-d, Turbo Boost, AES-NI, Smart Cache, Hyper-threading, exceto os modelos de revisão C1, que não possuem VT-d.[21]
- Os processadores Sandy Bridge-E, Ivy Bridge-E e Haswell-E não vêm com coolers de CPU padrão refrigerados a ar. A Intel está oferecendo um cooler de CPU padrão e um cooler de CPU com refrigeração líquida, que são vendidos separadamente.[22]

| Socket     | Codinome       | Modelo de processadores       | Cores (threads) | Taxa de clock da CPU | Taxa de clock da CPU | Multiplicador             | L2 cache    | L3 cache | Pistas PCIe | TDP  | Data de lançamento | Preço (EUA) |
| Socket     | Codinome       | Modelo de processadores       | Cores (threads) | Base                 | Turbo                | Multiplicador             | L2 cache    | L3 cache | Pistas PCIe | TDP  | Data de lançamento | Preço (EUA) |
| ---------- | -------------- | ----------------------------- | --------------- | -------------------- | -------------------- | ------------------------- | ----------- | -------- | ----------- | ---- | ------------------ | ----------- |
| LGA 2011   | Sandy Bridge-E | Core i7-3970X Extreme Edition | 6 (12)          | 3.5 GHz              | 4.0 GHz              | Desbloqueado              | 6 × 256 KB  | 15MB     | 40× PCIe2.0 | 150W | 2012 Q4            | $999        |
| LGA 2011   | Sandy Bridge-E | Core i7-3960X Extreme Edition | 6 (12)          | 3.3 GHz              | 3.9 GHz              | Desbloqueado              | 6 × 256 KB  | 15MB     | 40× PCIe2.0 | 130W | 2011-11-14         | $990        |
| LGA 2011   | Sandy Bridge-E | Core i7-3930K                 | 6 (12)          | 3.2 GHz              | 3.8 GHz              | Desbloqueado              | 6 × 256 KB  | 12MB     | 40× PCIe2.0 | 130W | 2011-11-14         | $555        |
| LGA 2011   | Sandy Bridge-E | Core i7-3820                  | 4 (8)           | 3.6 GHz              | 3.8 GHz              | Parcialmente desbloqueado | 4 × 256 KB  | 10MB     | 40× PCIe2.0 | 130W | 2012-02-14         | $305        |
| LGA 2011   | Ivy Bridge-E   | Core i7-4960X Extreme Edition | 6 (12)          | 3.6 GHz              | 4.0 GHz              | Desbloqueado              | 6 × 256 KB  | 15MB     | 40× PCIe3.0 | 130W | 2013 Q3            | $999        |
| LGA 2011   | Ivy Bridge-E   | Core i7-4930K                 | 6 (12)          | 3.4 GHz              | 3.9 GHz              | Desbloqueado              | 6 × 256 KB  | 12MB     | 40× PCIe3.0 | 130W | 2013 Q3            | $583        |
| LGA 2011   | Ivy Bridge-E   | Core i7-4820K                 | 4 (8)           | 3.7 GHz              | 3.9 GHz              | Desbloqueado              | 4 × 256 KB  | 10MB     | 40× PCIe3.0 | 130W | 2013 Q3            | $323        |
| LGA 2011-3 | Haswell-E      | Core i7-5960X Extreme Edition | 8 (16)          | 3.0 GHz              | 3.5 GHz              | Desbloqueado              | 8 × 256 KB  | 20MB     | 40× PCIe3.0 | 140W | 2014-08-29         | $999        |
| LGA 2011-3 | Haswell-E      | Core i7-5930K                 | 6 (12)          | 3.5 GHz              | 3.7 GHz              | Desbloqueado              | 6 x 256 KB  | 15MB     | 40× PCIe3.0 | 140W | 2014-08-29         | $550        |
| LGA 2011-3 | Haswell-E      | Core i7-5820K                 | 6 (12)          | 3.3 GHz              | 3.6 GHz              | Desbloqueado              | 6 x 256 KB  | 15MB     | 28× PCIe3.0 | 140W | 2014-08-29         | $396        |
| LGA 2011-3 | Broadwell-E    | Core i7-6950X                 | 10 (20)         | 3.0 GHz              | 3.5 GHz              | Desbloqueado              | 10 x 256 KB | 25MB     | 40× PCIe3.0 | 140W | 2016-05-30         | $1723       |
| LGA 2011-3 | Broadwell-E    | Core i7-6900K                 | 8 (16)          | 3.2 GHz              | 3.7 GHz              | Desbloqueado              | 8 x 256 KB  | 20MB     | 40× PCIe3.0 | 140W | 2016-05-30         | $1089       |
| LGA 2011-3 | Broadwell-E    | Core i7-6850K                 | 6 (12)          | 3.6 GHz              | 3.8 GHz              | Desbloqueado              | 6 x 256 KB  | 15MB     | 40× PCIe3.0 | 140W | 2016-05-30         | $617        |
| LGA 2011-3 | Broadwell-E    | Core i7-6800K                 | 6 (12)          | 3.4 GHz              | 3.6 GHz              | Desbloqueado              | 6 x 256 KB  | 15MB     | 28× PCIe3.0 | 140W | 2016-05-30         | $434        |

1 O chipset X79 permite aumentar o clock base (BCLK), a Intel o chama de CPU Strap, em 1,00x, 1,25x ou 2,50x. A frequência da CPU é derivada do BCLK vezes o multiplicador da CPU.

### Processadores de servidor
Os processadores de servidor compatíveis com o soquete LGA2011 são Sandy Bridge-EP, Ivy Bridge-E, Haswell-E e Broadwell-E.
- Todos os modelos são compatíveis com: MMX, SSE, SSE2, SSE3, SSSE3, SSE4.1, SSE4.2, AVX, Enhanced Intel SpeedStep Technology (EIST), Intel 64, XD bit (uma implementação de bit NX), TXT, Intel VT-x, Intel VT-d, AES-NI, Smart Cache. Nem todos suportam Hyper-threading e Turbo Boost.

#### Sandy Bridge-EP (Xeon E5)
| Socket          | Modelo  | Modelo | Cores (threads) | L3 Cache | Taxa de clock da CPU | Taxa de clock da CPU | Interface                    | Memória suportada          | TDP  | Data de lançamento | Preço (USD) |
| Socket          | Modelo  | Modelo | Cores (threads) | L3 Cache | Base                 | Turbo                | Interface                    | Memória suportada          | TDP  | Data de lançamento | Preço (USD) |
| --------------- | ------- | ------ | --------------- | -------- | -------------------- | -------------------- | ---------------------------- | -------------------------- | ---- | ------------------ | ----------- |
| Até 4× LGA 2011 | Xeon E5 | 4650   | 8 (16)          | 20 MB    | 2.7 GHz              | 3.3 GHz              | 2× QPI DMI 2.0 40× PCI-E 3.0 | Até Quad-channel DDR3-1600 | 130W | 2012-05-14         | $3616       |
| Até 4× LGA 2011 | Xeon E5 | 4650L  | 8 (16)          | 20 MB    | 2.6 GHz              | 3.1 GHz              | 2× QPI DMI 2.0 40× PCI-E 3.0 | Até Quad-channel DDR3-1600 | 115W | 2012-05-14         | $3616       |
| Até 4× LGA 2011 | Xeon E5 | 4640   | 8 (16)          | 20 MB    | 2.4 GHz              | 2.8 GHz              | 2× QPI DMI 2.0 40× PCI-E 3.0 | Até Quad-channel DDR3-1600 | 95W  | 2012-05-14         | $2725       |
| Até 4× LGA 2011 | Xeon E5 | 4620   | 8 (16)          | 16 MB    | 2.2 GHz              | 2.6 GHz              | 2× QPI DMI 2.0 40× PCI-E 3.0 | 4× DDR3-1333               | 95W  | 2012-05-14         | $1611       |
| Até 4× LGA 2011 | Xeon E5 | 4617   | 6 (6)           | 15 MB    | 2.9 GHz              | 3.4 GHz              | 2× QPI DMI 2.0 40× PCI-E 3.0 | 4× DDR3-1600               | 130W | 2012-05-14         | $1611       |
| Até 4× LGA 2011 | Xeon E5 | 4610   | 6 (12)          | 15 MB    | 2.4 GHz              | 2.9 GHz              | 2× QPI DMI 2.0 40× PCI-E 3.0 | 4× DDR3-1333               | 95W  | 2012-05-14         | $1219       |
| Até 4× LGA 2011 | Xeon E5 | 4607   | 6 (12)          | 12 MB    | 2.2 GHz              | N/A                  | 2× QPI DMI 2.0 40× PCI-E 3.0 | 4× DDR3-1066               | 95W  | 2012-05-14         | $885        |
| Até 4× LGA 2011 | Xeon E5 | 4603   | 4 (8)           | 10 MB    | 2.0 GHz              | N/A                  | 2× QPI DMI 2.0 40× PCI-E 3.0 | 4× DDR3-1066               | 95W  | 2012-05-14         | $551        |
| Até 2× LGA 2011 | Xeon E5 | 2687W  | 8 (16)          | 20 MB    | 3.1 GHz              | 3.8 GHz              | 2× QPI DMI 2.0 40× PCI-E 3.0 | 4× DDR3-1600               | 150W | 2012-03-06         | $1885       |
| Até 2× LGA 2011 | Xeon E5 | 2690   | 8 (16)          | 20 MB    | 2.9 GHz              | 3.8 GHz              | 2× QPI DMI 2.0 40× PCI-E 3.0 | 4× DDR3-1600               | 135W | 2012-03-06         | $2057       |
| Até 2× LGA 2011 | Xeon E5 | 2680   | 8 (16)          | 20 MB    | 2.7 GHz              | 3.5 GHz              | 2× QPI DMI 2.0 40× PCI-E 3.0 | 4× DDR3-1600               | 130W | 2012-03-06         | $1723       |
| Até 2× LGA 2011 | Xeon E5 | 2689   | 8 (16)          | 20 MB    | 2.6 GHz              | 3.6 GHz              | 2× QPI DMI 2.0 40× PCI-E 3.0 | 4× DDR3-1600               | 115W | 2012-03-06         | OEM         |
| Até 2× LGA 2011 | Xeon E5 | 2670   | 8 (16)          | 20 MB    | 2.6 GHz              | 3.3 GHz              | 2× QPI DMI 2.0 40× PCI-E 3.0 | 4× DDR3-1600               | 115W | 2012-03-06         | $1552       |
| Até 2× LGA 2011 | Xeon E5 | 2665   | 8 (16)          | 20 MB    | 2.4 GHz              | 3.1 GHz              | 2× QPI DMI 2.0 40× PCI-E 3.0 | 4× DDR3-1600               | 115W | 2012-03-06         | $1440       |
| Até 2× LGA 2011 | Xeon E5 | 2660   | 8 (16)          | 20 MB    | 2.2 GHz              | 3.0 GHz              | 2× QPI DMI 2.0 40× PCI-E 3.0 | 4× DDR3-1600               | 95W  | 2012-03-06         | $1329       |
| Até 2× LGA 2011 | Xeon E5 | 2658   | 8 (16)          | 20 MB    | 2.1 GHz              | 2.4 GHz              | 2× QPI DMI 2.0 40× PCI-E 3.0 | 4× DDR3-1600               | 95W  | 2012-03-06         | $1186       |
| Até 2× LGA 2011 | Xeon E5 | 2650   | 8 (16)          | 20 MB    | 2.0 GHz              | 2.8 GHz              | 2× QPI DMI 2.0 40× PCI-E 3.0 | 4× DDR3-1600               | 95W  | 2012-03-06         | $1107       |
| Até 2× LGA 2011 | Xeon E5 | 2650L  | 8 (16)          | 20 MB    | 1.8 GHz              | 2.3 GHz              | 2× QPI DMI 2.0 40× PCI-E 3.0 | 4× DDR3-1600               | 70W  | 2012-03-06         | $1107       |
| Até 2× LGA 2011 | Xeon E5 | 2648L  | 8 (16)          | 20 MB    | 1.8 GHz              | 2.1 GHz              | 2× QPI DMI 2.0 40× PCI-E 3.0 | 4× DDR3-1600               | 70W  | 2012-03-06         | $1186       |
| Até 2× LGA 2011 | Xeon E5 | 2667   | 6 (12)          | 15 MB    | 2.9 GHz              | 3.5 GHz              | 2× QPI DMI 2.0 40× PCI-E 3.0 | 4× DDR3-1600               | 130W | 2012-03-06         | $1552       |
| Até 2× LGA 2011 | Xeon E5 | 2640   | 6 (12)          | 15 MB    | 2.5 GHz              | 3.0 GHz              | 2× QPI DMI 2.0 40× PCI-E 3.0 | 4× DDR3-1333               | 95W  | 2012-03-06         | $884        |
| Até 2× LGA 2011 | Xeon E5 | 2630   | 6 (12)          | 15 MB    | 2.3 GHz              | 2.8 GHz              | 2× QPI DMI 2.0 40× PCI-E 3.0 | 4× DDR3-1333               | 95W  | 2012-03-06         | $612        |
| Até 2× LGA 2011 | Xeon E5 | 2620   | 6 (12)          | 15 MB    | 2.0 GHz              | 2.5 GHz              | 2× QPI DMI 2.0 40× PCI-E 3.0 | 4× DDR3-1333               | 95W  | 2012-03-06         | $406        |
| Até 2× LGA 2011 | Xeon E5 | 2630L  | 6 (12)          | 15 MB    | 2.0 GHz              | 2.5 GHz              | 2× QPI DMI 2.0 40× PCI-E 3.0 | 4× DDR3-1333               | 60W  | 2012-03-06         | $662        |
| Até 2× LGA 2011 | Xeon E5 | 2628L  | 6 (12)          | 15 MB    | 1.8 GHz              | N/A                  | 2× QPI DMI 2.0 40× PCI-E 3.0 | 4× DDR3-1333               | 60W  | 2012-03-06         | OEM         |
| Até 2× LGA 2011 | Xeon E5 | 2643   | 4 (8)           | 10 MB    | 3.3 GHz              | 3.5 GHz              | 2× QPI DMI 2.0 40× PCI-E 3.0 | 4× DDR3-1600               | 130W | 2012-03-06         | $884        |
| Até 2× LGA 2011 | Xeon E5 | 2618L  | 4 (8)           | 10 MB    | 1.8 GHz              | N/A                  | 2× QPI DMI 2.0 40× PCI-E 3.0 | 4× DDR3-1066               | 50W  | 2012-03-06         | OEM         |
| Até 2× LGA 2011 | Xeon E5 | 2609   | 4 (4)           | 10 MB    | 2.H4Hz               | N/A                  | 2× QPI DMI 2.0 40× PCI-E 3.0 | 4× DDR3-1066               | 80W  | 2012-03-06         | $246        |
| Até 2× LGA 2011 | Xeon E5 | 2603   | 4 (4)           | 10 MB    | 1.8 GHz              | N/A                  | 2× QPI DMI 2.0 40× PCI-E 3.0 | 4× DDR3-1066               | 80W  | 2012-03-06         | $202        |
| Até 2× LGA 2011 | Xeon E5 | 2637   | 2 (4)           | 5 MB     | 3.0 GHz              | 3.5 GHz              | 2× QPI DMI 2.0 40× PCI-E 3.0 | 4× DDR3-1600               | 80W  | 2012-03-06         | $884        |
| LGA 2011        | Xeon E5 | 1660   | 6 (12)          | 15 MB    | 3.3 GHz              | 3.9 GHz              | 2× QPI DMI 2.0 40× PCI-E 3.0 | 4× DDR3-1600               | 130W | 2012-03-06         | $1080       |
| LGA 2011        | Xeon E5 | 1650   | 6 (12)          | 12 MB    | 3.2 GHz              | 3.8 GHz              | 2× QPI DMI 2.0 40× PCI-E 3.0 | 4× DDR3-1600               | 130W | 2012-03-06         | $583        |
| LGA 2011        | Xeon E5 | 1620   | 4 (8)           | 10 MB    | 3.6 GHz              | 3.8 GHz              | 2× QPI DMI 2.0 40× PCI-E 3.0 | 4× DDR3-1600               | 130W | 2012-03-06         | $294        |
| LGA 2011        | Xeon E5 | 1607   | 4 (4)           | 10 MB    | 3.0 GHz              | N/A                  | 2× QPI DMI 2.0 40× PCI-E 3.0 | 4× DDR3-1066               | 130W | 2012-03-06         | $244        |
| LGA 2011        | Xeon E5 | 1603   | 4 (4)           | 10 MB    | 2.8 GHz              | N/A                  | 2× QPI DMI 2.0 40× PCI-E 3.0 | 4× DDR3-1066               | 130W | 2012-03-06         | $198        |

#### Ivy Bridge-EP (Xeon E5 v2)
| Socket           | Modelo  | Modelo   | Cores (threads) | L3 Cache | Taxa de clock da CPU | Taxa de clock da CPU | Interface                           | Memória suportada | TDP  | Data de lançamento | Preço (USD)  |
| Socket           | Modelo  | Modelo   | Cores (threads) | L3 Cache | Base                 | Turbo                | Interface                           | Memória suportada | TDP  | Data de lançamento | Preço (USD)  |
| ---------------- | ------- | -------- | --------------- | -------- | -------------------- | -------------------- | ----------------------------------- | ----------------- | ---- | ------------------ | ------------ |
| Até 2 × LGA 2011 | Xeon E5 | 2697 v2  | 12 (24)         | 30MB     | 2.7 GHz              | 3.5 GHz              | 2× 8.0GT/s QPI DMI 2.0 40× PCIe 3.0 | 4× DDR3-1866      | 130W | 2013-09-10         | $2614        |
| Até 2 × LGA 2011 | Xeon E5 | 2696 v2  | 12 (24)         | 30MB     | 2.5 GHz              | 3.5 GHz              | 2× 8.0GT/s QPI DMI 2.0 40× PCIe 3.0 | 4× DDR3-1866      | 120W | 2013-09-10         | OEM          |
| Até 2 × LGA 2011 | Xeon E5 | 2695 v2  | 12 (24)         | 30MB     | 2.4 GHz              | 3.2 GHz              | 2× 8.0GT/s QPI DMI 2.0 40× PCIe 3.0 | 4× DDR3-1866      | 115W | 2013-09-10         | $2336        |
| Até 2 × LGA 2011 | Xeon E5 | 2692 v2  | 12 (24)         | 30MB     | 2.2 GHz              | 3.0 GHz              | 2× 8.0GT/s QPI DMI 2.0 40× PCIe 3.0 | 4× DDR3-1866      | 115W | 2013-06            | Tianhe-2 OEM |
| Até 2 × LGA 2011 | Xeon E5 | 2651 v2  | 12 (24)         | 30MB     | 1.8 GHz              | 2.2 GHz              | 2× 8.0GT/s QPI DMI 2.0 40× PCIe 3.0 | 4× DDR3-1600      | 105W | 2013 Q4            | OEM          |
| Até 2 × LGA 2011 | Xeon E5 | 2690 v2  | 10 (20)         | 25MB     | 3.0 GHz              | 3.6 GHz              | 2× 8.0GT/s QPI DMI 2.0 40× PCIe 3.0 | 4× DDR3-1866      | 130W | 2013-09-10         | $2057        |
| Até 2 × LGA 2011 | Xeon E5 | 2680 v2  | 10 (20)         | 25MB     | 2.8 GHz              | 3.6 GHz              | 2× 8.0GT/s QPI DMI 2.0 40× PCIe 3.0 | 4× DDR3-1866      | 115W | 2013-09-10         | $1723        |
| Até 2 × LGA 2011 | Xeon E5 | 2670 v2  | 10 (20)         | 25MB     | 2.5 GHz              | 3.3 GHz              | 2× 8.0GT/s QPI DMI 2.0 40× PCIe 3.0 | 4× DDR3-1866      | 115W | 2013-09-10         | $1552        |
| Até 2 × LGA 2011 | Xeon E5 | 2660 v2  | 10 (20)         | 25MB     | 2.2 GHz              | 3.0 GHz              | 2× 8.0GT/s QPI DMI 2.0 40× PCIe 3.0 | 4× DDR3-1866      | 95W  | 2013-09-10         | $1389        |
| Até 2 × LGA 2011 | Xeon E5 | 2658 v2  | 10 (20)         | 25MB     | 2.4 GHz              | 3.0 GHz              | 2× 8.0GT/s QPI DMI 2.0 40× PCIe 3.0 | 4× DDR3-1866      | 95W  | 2013-09-10         | $1440        |
| Até 2 × LGA 2011 | Xeon E5 | 2650L v2 | 10 (20)         | 25MB     | 1.7 GHz              | 2.1 GHz              | 2× 8.0GT/s QPI DMI 2.0 40× PCIe 3.0 | 4× DDR3-1866      | 70W  | 2013-09-10         | $1219        |
| Até 2 × LGA 2011 | Xeon E5 | 2648L v2 | 10 (20)         | 25MB     | 1.9 GHz              | 2.5 GHz              | 2× 8.0GT/s QPI DMI 2.0 40× PCIe 3.0 | 4× DDR3-1600      | 70W  | 2013-09-10         | $1218        |
| Até 2 × LGA 2011 | Xeon E5 | 2687W v2 | 8 (16)          | 25MB     | 3.4 GHz              | 4.0 GHz              | 2× 8.0GT/s QPI DMI 2.0 40× PCIe 3.0 | 4× DDR3-1866      | 150W | 2013-09-10         | $2108        |
| Até 2 × LGA 2011 | Xeon E5 | 2673 v2  | 8 (16)          | 25MB     | 3.3 GHz              | 4.0 GHz              | 2× 8.0GT/s QPI DMI 2.0 40× PCIe 3.0 | 4× DDR3-1866      | 110W | 2013-12            | N/A          |
| Até 2 × LGA 2011 | Xeon E5 | 2667 v2  | 8 (16)          | 25MB     | 3.3 GHz              | 4.0 GHz              | 2× 8.0GT/s QPI DMI 2.0 40× PCIe 3.0 | 4× DDR3-1866      | 130W | 2013-09-10         | $2057        |
| Até 2 × LGA 2011 | Xeon E5 | 2650 v2  | 8 (16)          | 20MB     | 2.6 GHz              | 3.4 GHz              | 2× 8.0GT/s QPI DMI 2.0 40× PCIe 3.0 | 4× DDR3-1866      | 95W  | 2013-09-10         | $1166        |
| Até 2 × LGA 2011 | Xeon E5 | 2640 v2  | 8 (16)          | 20MB     | 2.0 GHz              | 2.5 GHz              | 2× 7.2GT/s QPI                      | 4× DDR3-1600      | 95W  | 2013-09-10         | $885         |
| Até 2 × LGA 2011 | Xeon E5 | 2628L v2 | 8 (16)          | 20MB     | 1.9 GHz              | 2.4 GHz              | 2× 7.2GT/s QPI                      | 4× DDR3-1600      | 70W  | 2013-09-10         | $1000        |
| Até 2 × LGA 2011 | Xeon E5 | 2643 v2  | 6 (12)          | 25MB     | 3.5 GHz              | 3.8 GHz              | 2× 8.0GT/s QPI                      | 4× DDR3-1866      | 130W | 2013-09-10         | $1552        |
| Até 2 × LGA 2011 | Xeon E5 | 2630 v2  | 6 (12)          | 15MB     | 2.6 GHz              | 3.1 GHz              | 2× 7.2GT/s QPI                      | 4× DDR3-1600      | 80W  | 2013-09-10         | $612         |
| Até 2 × LGA 2011 | Xeon E5 | 2620 v2  | 6 (12)          | 15MB     | 2.1 GHz              | 2.6 GHz              | 2× 7.2GT/s QPI                      | 4× DDR3-1600      | 80W  | 2013-09-10         | $406         |
| Até 2 × LGA 2011 | Xeon E5 | 2630L v2 | 6 (12)          | 15MB     | 2.4 GHz              | 2.8 GHz              | 2× 7.2GT/s QPI                      | 4× DDR3-1600      | 60W  | 2013-09-10         | $612         |
| Até 2 × LGA 2011 | Xeon E5 | 2618L v2 | 6 (12)          | 15MB     | 2.0 GHz              | N/A                  | 2× 6.4GT/s QPI                      | 4× DDR3-1333      | 50W  | 2013-09-10         | $520         |
| Até 2 × LGA 2011 | Xeon E5 | 2637 v2  | 4 (8)           | 15MB     | 3.5 GHz              | 3.8 GHz              | 2× 8.0GT/s QPI                      | 4× DDR3-1866      | 130W | 2013-09-10         | $996         |
| Até 2 × LGA 2011 | Xeon E5 | 2609 v2  | 4 (4)           | 10MB     | 2.5 GHz              | N/A                  | 2× 6.4GT/s QPI                      | 4× DDR3-1333      | 80W  | 2013-09-10         | $294         |
| Até 2 × LGA 2011 | Xeon E5 | 2603 v2  | 4 (4)           | 10MB     | 1.8 GHz              | N/A                  | 2× 6.4GT/s QPI                      | 4× DDR3-1333      | 80W  | 2013-09-10         | $202         |
| LGA 2011         | Xeon E5 | 1680 v2  | 8 (16)          | 25MB     | 3.0 GHz              | 3.9 GHz              | DMI 2.0 40× PCI-E 3.0               | 4× DDR3-1866      | 130W | 2013-09-10         | $1723        |
| LGA 2011         | Xeon E5 | 1660 v2  | 6 (12)          | 15MB     | 3.7 GHz              | 4.0 GHz              | DMI 2.0 40× PCI-E 3.0               | 4× DDR3-1866      | 130W | 2013-09-10         | $1083        |
| LGA 2011         | Xeon E5 | 1650 v2  | 6 (12)          | 12MB     | 3.5 GHz              | 3.9 GHz              | DMI 2.0 40× PCI-E 3.0               | 4× DDR3-1866      | 130W | 2013-09-10         | $583         |
| LGA 2011         | Xeon E5 | 1620 v2  | 4 (8)           | 10MB     | 3.7 GHz              | 3.9 GHz              | DMI 2.0 40× PCI-E 3.0               | 4× DDR3-1866      | 130W | 2013-09-10         | $294         |
| LGA 2011         | Xeon E5 | 1607 v2  | 4 (4)           | 10MB     | 3.0 GHz              | N/A                  | DMI 2.0 40× PCI-E 3.0               | 4× DDR3-1600      | 130W | 2013-09-10         | $244         |

#### Ivy Bridge (Xeon E7 v2)
Todos os processadores são lançados em 18 de fevereiro de 2014, salvo indicação em contrário.
| Socket             | Modelo  | Modelo   | Cores (threads) | Taxa de clock da CPU | Taxa de clock da CPU | L3 Cache | Interface                   | Memória suportada | TDP  | Preço (USD) |
| Socket             | Modelo  | Modelo   | Cores (threads) | Base                 | Turbo                | L3 Cache | Interface                   | Memória suportada | TDP  | Preço (USD) |
| ------------------ | ------- | -------- | --------------- | -------------------- | -------------------- | -------- | --------------------------- | ----------------- | ---- | ----------- |
| Até 8 × LGA 2011-1 | Xeon E7 | 8895 v2  | 15 (30)         | 2.8 GHz              | 3.6 GHz              | 37.5MB   | 3× 8.0GT/s QPI 32× PCIe 3.0 | 4× DDR3-1600      | 155W | Oracle OEM  |
| Até 8 × LGA 2011-1 | Xeon E7 | 8890 v2  | 15 (30)         | 2.8 GHz              | 3.4 GHz              | 37.5MB   | 3× 8.0GT/s QPI 32× PCIe 3.0 | 4× DDR3-1600      | 155W | $6841       |
| Até 8 × LGA 2011-1 | Xeon E7 | 8880 v2  | 15 (30)         | 2.5 GHz              | 3.1 GHz              | 37.5MB   | 3× 8.0GT/s QPI 32× PCIe 3.0 | 4× DDR3-1600      | 130W | $5729       |
| Até 8 × LGA 2011-1 | Xeon E7 | 8870 v2  | 15 (30)         | 2.3 GHz              | 2.9 GHz              | 37.5MB   | 3× 8.0GT/s QPI 32× PCIe 3.0 | 4× DDR3-1600      | 130W | $4616       |
| Até 8 × LGA 2011-1 | Xeon E7 | 8880L v2 | 15 (30)         | 2.2 GHz              | 2.8 GHz              | 30MB     | 3× 8.0GT/s QPI 32× PCIe 3.0 | 4× DDR3-1600      | 105W | $5729       |
| Até 8 × LGA 2011-1 | Xeon E7 | 8857 v2  | 12 (24)         | 3.0 GHz              | 3.6 GHz              | 30MB     | 3× 8.0GT/s QPI 32× PCIe 3.0 | 4× DDR3-1600      | 130W | $3838       |
| Até 8 × LGA 2011-1 | Xeon E7 | 8850 v2  | 12 (12)         | 2.3 GHz              | 2.8 GHz              | 24MB     | 3× 8.0GT/s QPI 32× PCIe 3.0 | 4× DDR3-1600      | 105W | $3059       |
| Até 8 × LGA 2011-1 | Xeon E7 | 8891 v2  | 10 (20)         | 3.2 GHz              | 3.7 GHz              | 37.5MB   | 3× 8.0GT/s QPI 32× PCIe 3.0 | 4× DDR3-1600      | 155W | $6841       |
| Até 8 × LGA 2011-1 | Xeon E7 | 8893 v2  | 6 (12)          | 3.4 GHz              | 3.7 GHz              | 37.5MB   | 3× 8.0GT/s QPI 32× PCIe 3.0 | 4× DDR3-1600      | 155W | $6841       |
| Até 4× LGA 2011-1  | Xeon E7 | 4890 v2  | 15 (30)         | 2.8 GHz              | 3.4 GHz              | 37.5MB   | 3× 8.0GT/s QPI 32× PCIe 3.0 | 4× DDR3-1600      | 155W | $6619       |
| Até 4× LGA 2011-1  | Xeon E7 | 4880 v2  | 15 (30)         | 2.5 GHz              | 3.1 GHz              | 37.5MB   | 3× 8.0GT/s QPI 32× PCIe 3.0 | 4× DDR3-1600      | 130W | $5506       |
| Até 4× LGA 2011-1  | Xeon E7 | 4870 v2  | 15 (30)         | 2.3 GHz              | 2.9 GHz              | 30MB     | 3× 8.0GT/s QPI 32× PCIe 3.0 | 4× DDR3-1600      | 130W | $4394       |
| Até 4× LGA 2011-1  | Xeon E7 | 4860 v2  | 12 (24)         | 2.6 GHz              | 3.2 GHz              | 30MB     | 3× 8.0GT/s QPI 32× PCIe 3.0 | 4× DDR3-1600      | 130W | $3838       |
| Até 4× LGA 2011-1  | Xeon E7 | 4850 v2  | 12 (24)         | 2.3 GHz              | 2.8 GHz              | 24MB     | 3× 7.2GT/s QPI              | 4× DDR3-1600      | 105W | $2837       |
| Até 4× LGA 2011-1  | Xeon E7 | 4830 v2  | 10 (20)         | 2.2 GHz              | 2.7 GHz              | 20MB     | 3× 7.2GT/s QPI              | 4× DDR3-1600      | 105W | $2059       |
| Até 4× LGA 2011-1  | Xeon E7 | 4820 v2  | 8 (16)          | 2.0 GHz              | 2.5 GHz              | 16MB     | 3× 7.2GT/s QPI              | 4× DDR3-1600      | 105W | $1446       |
| Até 4× LGA 2011-1  | Xeon E7 | 4809 v2  | 6 (12)          | 1.9 GHz              | N/A                  | 12MB     | 3× 6.4GT/s QPI              | 4× DDR3-1333      | 105W | $1223       |
| Até 2× LGA 2011-1  | Xeon E7 | 2890 v2  | 15 (30)         | 2.8 GHz              | 3.4 GHz              | 37.5MB   | 3× 8.0GT/s QPI              | 4× DDR3-1600      | 155W | $6451       |
| Até 2× LGA 2011-1  | Xeon E7 | 2880 v2  | 15 (30)         | 2.5 GHz              | 3.1 GHz              | 37.5MB   | 3× 8.0GT/s QPI              | 4× DDR3-1600      | 130W | $5339       |
| Até 2× LGA 2011-1  | Xeon E7 | 2870 v2  | 15 (30)         | 2.3 GHz              | 2.9 GHz              | 30MB     | 3× 8.0GT/s QPI              | 4× DDR3-1600      | 130W | $4227       |
| Até 2× LGA 2011-1  | Xeon E7 | 2850 v2  | 12 (24)         | 2.3 GHz              | 2.8 GHz              | 24MB     | 3× 7.2GT/s QPI              | 4× DDR3-1600      | 105W | $2558       |

#### Haswell-EP (Xeon E5 v3)
Os processadores de servidor para o soquete LGA 2011-v3 estão listados nas tabelas abaixo. Como uma das mudanças significativas da geração anterior, eles suportam memória DDR4. Todos os processadores são lançados em 8 de setembro de 2014, salvo indicação em contrário.
| Socket             | Modelo  | Modelo   | Cores (threads) | L3 Cache | Taxa de clock da CPU | Taxa de clock da CPU | Interface                   | Memória suportada | TDP  | Preço (USD) |
| Socket             | Modelo  | Modelo   | Cores (threads) | L3 Cache | Base                 | Turbo                | Interface                   | Memória suportada | TDP  | Preço (USD) |
| ------------------ | ------- | -------- | --------------- | -------- | -------------------- | -------------------- | --------------------------- | ----------------- | ---- | ----------- |
| Até 4× LGA 2011-v3 | Xeon E5 | 4669 v3  | 18 (36)         | 45MB     | 2.1 GHz              | 2.9 GHz              | 2× 9.6GT/s QPI 40× PCIe 3.0 | 4× DDR4-2133      | 135W | $7007       |
| Até 4× LGA 2011-v3 | Xeon E5 | 4667 v3  | 16 (32)         | 40MB     | 2.0 GHz              | 2.9 GHz              | 2× 9.6GT/s QPI 40× PCIe 3.0 | 4× DDR4-2133      | 135W | $5729       |
| Até 4× LGA 2011-v3 | Xeon E5 | 4660 v3  | 14 (28)         | 35MB     | 2.1 GHz              | 2.9 GHz              | 2× 9.6GT/s QPI 40× PCIe 3.0 | 4× DDR4-2133      | 120W | $4727       |
| Até 4× LGA 2011-v3 | Xeon E5 | 4650 v3  | 12 (24)         | 30MB     | 2.1 GHz              | 2.8 GHz              | 2× 9.6GT/s QPI 40× PCIe 3.0 | 4× DDR4-2133      | 105W | $2838       |
| Até 4× LGA 2011-v3 | Xeon E5 | 4640 v3  | 12 (24)         | 30MB     | 1.9 GHz              | 2.6 GHz              | 2× 8.0GT/s QPI 40× PCIe 3.0 | 4× DDR4-1866      | 105W | $2859       |
| Até 4× LGA 2011-v3 | Xeon E5 | 4648 v3  | 12 (24)         | 30MB     | 1.7 GHz              | 2.2 GHz              | 2× 8.0GT/s QPI 40× PCIe 3.0 | 4× DDR4-1866      | 105W | $2405       |
| Até 4× LGA 2011-v3 | Xeon E5 | 4627 v3  | 10 (20)         | 25MB     | 2.6 GHz              | 3.2 GHz              | 2× 8.0GT/s QPI 40× PCIe 3.0 | 4× DDR4-2133      | 135W | $2225       |
| Até 4× LGA 2011-v3 | Xeon E5 | 4620 v3  | 10 (20)         | 25MB     | 2.0 GHz              | 2.6 GHz              | 2× 8.0GT/s QPI 40× PCIe 3.0 | 4× DDR4-1866      | 105W | $1668       |
| Até 4× LGA 2011-v3 | Xeon E5 | 4610 v3  | 10 (20)         | 25MB     | 1.7 GHz              | N/A                  | 2× 6.4GT/s QPI              | 4× DDR4-1600      | 105W | $1219       |
| Até 4× LGA 2011-v3 | Xeon E5 | 4655 v3  | 6 (12)          | 20MB     | 2.9 GHz              | 3.1 GHz              | 2× 9.6GT/s QPI              | 4× DDR4-2133      | 135W | $4616       |
| Até 2× LGA 2011-v3 | Xeon E5 | 2699 v3  | 18 (36)         | 45MB     | 2.3 GHz              | 3.6 GHz              | 2× 9.6GT/s QPI 40× PCIe 3.0 | 4× DDR4-2133      | 145W | $4115       |
| Até 2× LGA 2011-v3 | Xeon E5 | 2698 v3  | 16 (32)         | 40MB     | 2.3 GHz              | 3.6 GHz              | 2× 9.6GT/s QPI 40× PCIe 3.0 | 4× DDR4-2133      | 135W | $3226       |
| Até 2× LGA 2011-v3 | Xeon E5 | 2697 v3  | 14 (28)         | 35MB     | 2.6 GHz              | 3.6 GHz              | 2× 9.6GT/s QPI 40× PCIe 3.0 | 4× DDR4-2133      | 145W | $2702       |
| Até 2× LGA 2011-v3 | Xeon E5 | 2695 v3  | 14 (28)         | 35MB     | 2.3 GHz              | 3.3 GHz              | 2× 9.6GT/s QPI 40× PCIe 3.0 | 4× DDR4-2133      | 120W | $2424       |
| Até 2× LGA 2011-v3 | Xeon E5 | 2683 v3  | 14 (28)         | 35MB     | 2.0 GHz              | 3.0 GHz              | 2× 9.6GT/s QPI 40× PCIe 3.0 | 4× DDR4-2133      | 120W | $1846       |
| Até 2× LGA 2011-v3 | Xeon E5 | 2690 v3  | 12 (24)         | 30MB     | 2.6 GHz              | 3.5 GHz              | 2× 9.6GT/s QPI 40× PCIe 3.0 | 4× DDR4-2133      | 135W | $2090       |
| Até 2× LGA 2011-v3 | Xeon E5 | 2680 v3  | 12 (24)         | 30MB     | 2.5 GHz              | 3.3 GHz              | 2× 9.6GT/s QPI 40× PCIe 3.0 | 4× DDR4-2133      | 120W | $1745       |
| Até 2× LGA 2011-v3 | Xeon E5 | 2670 v3  | 12 (24)         | 30MB     | 2.3 GHz              | 3.1 GHz              | 2× 9.6GT/s QPI 40× PCIe 3.0 | 4× DDR4-2133      | 120W | $1589       |
| Até 2× LGA 2011-v3 | Xeon E5 | 2658 v3  | 12 (24)         | 30MB     | 2.2 GHz              | 2.9 GHz              | 2× 9.6GT/s QPI 40× PCIe 3.0 | 4× DDR4-2133      | 105W | $1832       |
| Até 2× LGA 2011-v3 | Xeon E5 | 2650L v3 | 12 (24)         | 30MB     | 1.8 GHz              | 2.5 GHz              | 2× 9.6GT/s QPI 40× PCIe 3.0 | 4× DDR4-2133      | 65W  | $1329       |
| Até 2× LGA 2011-v3 | Xeon E5 | 2648L v3 | 12 (24)         | 30MB     | 1.8 GHz              | 2.5 GHz              | 2× 9.6GT/s QPI 40× PCIe 3.0 | 4× DDR4-2133      | 75W  | $1544       |
| Até 2× LGA 2011-v3 | Xeon E5 | 2687W v3 | 10 (20)         | 25MB     | 3.1 GHz              | 3.5 GHz              | 2× 9.6GT/s QPI 40× PCIe 3.0 | 4× DDR4-2133      | 160W | $2141       |
| Até 2× LGA 2011-v3 | Xeon E5 | 2660 v3  | 10 (20)         | 25MB     | 2.6 GHz              | 3.3 GHz              | 2× 9.6GT/s QPI 40× PCIe 3.0 | 4× DDR4-2133      | 105W | $1445       |
| Até 2× LGA 2011-v3 | Xeon E5 | 2650 v3  | 10 (20)         | 25MB     | 2.3 GHz              | 3.0 GHz              | 2× 9.6GT/s QPI 40× PCIe 3.0 | 4× DDR4-2133      | 105W | $1166       |
| Até 2× LGA 2011-v3 | Xeon E5 | 2628L v3 | 10 (20)         | 25MB     | 2.0 GHz              | 2.5 GHz              | 2× 9.6GT/s QPI 40× PCIe 3.0 | 4× DDR4-1866      | 75W  | $1364       |
| Até 2× LGA 2011-v3 | Xeon E5 | 2640 v3  | 8 (16)          | 25MB     | 2.6 GHz              | 3.4 GHz              | 2× 8.0GT/s QPI 40× PCIe 3.0 | 4× DDR4-1866      | 90W  | $939        |
| Até 2× LGA 2011-v3 | Xeon E5 | 2630 v3  | 8 (16)          | 25MB     | 2.4 GHz              | 3.2 GHz              | 2× 8.0GT/s QPI 40× PCIe 3.0 | 4× DDR4-1866      | 85W  | $667        |
| Até 2× LGA 2011-v3 | Xeon E5 | 2630L v3 | 8 (16)          | 25MB     | 1.8 GHz              | 2.9 GHz              | 2× 8.0GT/s QPI 40× PCIe 3.0 | 4× DDR4-1866      | 55W  | $612        |
| Até 2× LGA 2011-v3 | Xeon E5 | 2618L v3 | 8 (16)          | 25MB     | 2.3 GHz              | 3.4 GHz              | 2× 8.0GT/s QPI 40× PCIe 3.0 | 4× DDR4-1866      | 75W  | $779        |
| Até 2× LGA 2011-v3 | Xeon E5 | 2620 v3  | 6 (12)          | 15MB     | 2.4 GHz              | 3.2 GHz              | 2× 8.0GT/s QPI 40× PCIe 3.0 | 4× DDR4-1866      | 85W  | $417        |
| Até 2× LGA 2011-v3 | Xeon E5 | 2608L v3 | 6 (12)          | 15MB     | 2.0 GHz              | N/A                  | 2× 6.4GT/s QPI 40× PCIe 3.0 | 4× DDR4-1866      | 85W  | $441        |
| Até 2× LGA 2011-v3 | Xeon E5 | 2609 v3  | 6 (6)           | 15MB     | 1.9 GHz              | N/A                  | 2× 6.4GT/s QPI 40× PCIe 3.0 | 4× DDR4-1600      | 85W  | $306        |
| Até 2× LGA 2011-v3 | Xeon E5 | 2603 v3  | 6 (6)           | 15MB     | 1.6 GHz              | N/A                  | 2× 6.4GT/s QPI 40× PCIe 3.0 | 4× DDR4-1600      | 85W  | $213        |
| LGA 2011-v3        | Xeon E5 | 1680 v3  | 8 (16)          | 20MB     | 3.2 GHz              | 3.8 GHz              | 40× PCIe 3.0                | 4× DDR4-2133      | 140W | $1723       |
| LGA 2011-v3        | Xeon E5 | 1660 v3  | 8 (16)          | 20MB     | 3.0 GHz              | 3.5 GHz              | 40× PCIe 3.0                | 4× DDR4-2133      | 140W | $1080       |
| LGA 2011-v3        | Xeon E5 | 1650 v3  | 6 (12)          | 15MB     | 3.5 GHz              | 3.8 GHz              | 40× PCIe 3.0                | 4× DDR4-2133      | 140W | $583        |
| LGA 2011-v3        | Xeon E5 | 1630 v3  | 4 (8)           | 10MB     | 3.7 GHz              | 3.8 GHz              | 40× PCIe 3.0                | 4× DDR4-2133      | 140W | $372        |
| LGA 2011-v3        | Xeon E5 | 1620 v3  | 4 (8)           | 10MB     | 3.5 GHz              | 3.6 GHz              | 40× PCIe 3.0                | 4× DDR4-2133      | 140W | $294        |
| LGA 2011-v3        | Xeon E5 | 1607 v3  | 4 (4)           | 10MB     | 3.1 GHz              | N/A                  | 40× PCIe 3.0                | 4× DDR4-1866      | 140W | $225        |
| LGA 2011-v3        | Xeon E5 | 1603 v3  | 4 (4)           | 10MB     | 2.8 GHz              | N/A                  | 40× PCIe 3.0                | 4× DDR4-1866      | 140W | $202        |

| Socket             | Modelo  | Modelo  | Cores (threads) | L3 Cache | Taxa de clock da CPU | Taxa de clock da CPU | Interface                   | Memória suportada | TDP  | Preço (USD) |
| Socket             | Modelo  | Modelo  | Cores (threads) | L3 Cache | Base                 | Turbo                | Interface                   | Memória suportada | TDP  | Preço (USD) |
| ------------------ | ------- | ------- | --------------- | -------- | -------------------- | -------------------- | --------------------------- | ----------------- | ---- | ----------- |
| Até 2× LGA 2011-v3 | Xeon E5 | 2667 v3 | 8 (16)          | 20 MB    | 3.2 GHz              | 3.6 GHz              | 2× 9.6GT/s QPI 40× PCIe 3.0 | 4× DDR4-2133      | 135W | $2057       |
| Até 2× LGA 2011-v3 | Xeon E5 | 2643 v3 | 6 (12)          | 20 MB    | 3.4 GHz              | 3.7 GHz              | 2× 9.6GT/s QPI 40× PCIe 3.0 | 4× DDR4-2133      | 135W | $1552       |
| Até 2× LGA 2011-v3 | Xeon E5 | 2637 v3 | 4 (8)           | 15 MB    | 3.5 GHz              | 3.7 GHz              | 2× 9.6GT/s QPI 40× PCIe 3.0 | 4× DDR4-2133      | 135W | $996        |
| Até 2× LGA 2011-v3 | Xeon E5 | 2623 v3 | 4 (8)           | 10 MB    | 3.0 GHz              | 3.5 GHz              | 2× 8.0GT/s QPI              | 4× DDR4-1866      | 105W | $444        |

| Socket             | Modelo  | Modelo   | Cores (threads) | L3 Cache | Taxa de clock da CPU | Taxa de clock da CPU | Interface                   | Memória suportada | TDP  | Data de lançamento | Cliente conhecido |
| Socket             | Modelo  | Modelo   | Cores (threads) | L3 Cache | Base                 | Turbo                | Interface                   | Memória suportada | TDP  | Data de lançamento | Cliente conhecido |
| ------------------ | ------- | -------- | --------------- | -------- | -------------------- | -------------------- | --------------------------- | ----------------- | ---- | ------------------ | ----------------- |
| Até 2× LGA 2011-v3 | Xeon E5 | 2696 v3  | 18 (36)         | 45MB     | 2.3 GHz              | 3.8 GHz              | 2× 9.6GT/s QPI 40× PCIe 3.0 | 4× DDR4-2133      | 145W | 2014-09-08         | –                 |
| Até 2× LGA 2011-v3 | Xeon E5 | 2686 v3  | 18 (36)         | 45MB     | 2.0 GHz              | 3.5 GHz              | 2× 9.6GT/s QPI 40× PCIe 3.0 | 4× DDR4-2133      | 120W | 2014-09-08         | –                 |
| Até 2× LGA 2011-v3 | Xeon E5 | 2698A v3 | 16 (32)         | 40MB     | 2.8 GHz              | 3.2 GHz              | 2× 9.6GT/s QPI 40× PCIe 3.0 | 4× DDR4-2133      | 165W | 2014-11-18         | Lenovo            |
| Até 2× LGA 2011-v3 | Xeon E5 | 2698B v3 | 16 (32)         | 40MB     | 2.0 GHz              | 3.4 GHz              | 2× 9.6GT/s QPI 40× PCIe 3.0 | 4× DDR4-2133      | 135W | 2015-01            | Microsoft         |
| Até 2× LGA 2011-v3 | Xeon E5 | 2675 v3  | 16 (32)         | 40MB     | 1.8 GHz              | 2.3 GHz              | 2× 9.6GT/s QPI 40× PCIe 3.0 | 4× DDR4-2133      | 110W | 2014-09-08         | –                 |
| Até 2× LGA 2011-v3 | Xeon E5 | 2692 v3  | 12 (24)         | 30MB     | 3.0 GHz              | 3.6 GHz              | 2× 9.6GT/s QPI 40× PCIe 3.0 | 4× DDR4-2133      | 165W | 2014-09-08         | Microsoft         |
| Até 2× LGA 2011-v3 | Xeon E5 | 2678 v3  | 12 (24)         | 30MB     | 2.5 GHz              | 3.3 GHz              | 2× 9.6GT/s QPI 40× PCIe 3.0 | 4× DDR4-2133      | 120W | 2015-06            | –                 |
| Até 2× LGA 2011-v3 | Xeon E5 | 2676 v3  | 12 (24)         | 30MB     | 2.4 GHz              | 3.1 GHz              | 2× 9.6GT/s QPI 40× PCIe 3.0 | 4× DDR4-2133      | 120W | 2015-06            | Amazon            |
| Até 2× LGA 2011-v3 | Xeon E5 | 2673 v3  | 12 (24)         | 30MB     | 2.4 GHz              | 3.1 GHz              | 2× 9.6GT/s QPI 40× PCIe 3.0 | 4× DDR4-2133      | 105W | 2014-09-08         | Microsoft         |
| Até 2× LGA 2011-v3 | Xeon E5 | 2669 v3  | 12 (24)         | 30MB     | 2.3 GHz              | 3.1 GHz              | 2× 9.6GT/s QPI 40× PCIe 3.0 | 4× DDR4-2133      | 120W | 2014-09-08         | –                 |
| Até 2× LGA 2011-v3 | Xeon E5 | 2666 v3  | 10 (20)         | 25MB     | 2.9 GHz              | 3.5 GHz              | 2× 9.6GT/s QPI 40× PCIe 3.0 | 4× DDR4-2133      | 135W | 2014-11-13         | Amazon            |
| Até 2× LGA 2011-v3 | Xeon E5 | 2663 v3  | 10 (20)         | 25MB     | 2.8 GHz              | 3.5 GHz              | 2× 9.6GT/s QPI 40× PCIe 3.0 | 4× DDR4-2133      | 105W | 2014-09-08         | –                 |
| Até 2× LGA 2011-v3 | Xeon E5 | 2652 v3  | 10 (20)         | 25MB     | 2.3 GHz              | 2.8 GHz              | 2× 9.6GT/s QPI 40× PCIe 3.0 | 4× DDR4-2133      | 105W | 2014-09-08         | –                 |
| Até 2× LGA 2011-v3 | Xeon E5 | 2649 v3  | 10 (20)         | 25MB     | 2.3 GHz              | 3.0 GHz              | 2× 9.6GT/s QPI 40× PCIe 3.0 | 4× DDR4-2133      | 105W | 2014-09-08         | –                 |
| Até 2× LGA 2011-v3 | Xeon E5 | 2628 v3  | 8 (16)          | 20MB     | 2.5 GHz              | 3.0 GHz              | 2× 9.6GT/s QPI 40× PCIe 3.0 | 4× DDR4-2133      | 85W  | 2014-09-08         | –                 |
| Até 2× LGA 2011-v3 | Xeon E5 | 2629 v3  | 8 (16)          | 20MB     | 2.4 GHz              | 3.2 GHz              | 2× 8.0GT/s QPI 40× PCIe 3.0 | 4× DDR4-1866      | 85W  | 2014-09-08         | –                 |
| Até 2× LGA 2011-v3 | Xeon E5 | 2622 v3  | 8 (16)          | 20MB     | 2.4 GHz              | 3.4 GHz              | 2× 8.0GT/s QPI 40× PCIe 3.0 | 4× DDR4-1866      | 85W  | 2014-09-08         | –                 |
| LGA 2011-v3        | Xeon E5 | 1691 v3  | 14 (28)         | 35MB     | 2.5 GHz              | 3.4 GHz              | 40× PCIe 3.0                | 4× DDR4-2133      | 135W | 2014-09-08         | –                 |
| LGA 2011-v3        | Xeon E5 | 1686 v3  | 12 (24)         | 30MB     | 2.6 GHz              | 3.2 GHz              | 40× PCIe 3.0                | 4× DDR4-2133      | 135W | 2014-09-08         | –                 |
| LGA 2011-v3        | Xeon E5 | 1681 v3  | 10 (20)         | 25MB     | 2.9 GHz              | 3.5 GHz              | 40× PCIe 3.0                | 4× DDR4-2133      | 135W | 2014-09-08         | –                 |

#### Haswell-EX (Xeon E7 v3)
O soquete LGA 2011-1 é usado para as CPUs Ivy Bridge-EX (Xeon E7 v2) e Haswell-EX (Xeon E7 V3), lançadas em fevereiro de 2014 e maio de 2015, respectivamente. Todos os processadores são lançados em 6 de maio de 2015, salvo indicação em contrário.
| Socket             | Modelo  | Modelo   | Cores (threads) | L3 Cache | Taxa de clock da CPU | Taxa de clock da CPU | Interface                   | Memória suportada | TDP  | Preço (USD) |
| Socket             | Modelo  | Modelo   | Cores (threads) | L3 Cache | Base                 | Turbo                | Interface                   | Memória suportada | TDP  | Preço (USD) |
| ------------------ | ------- | -------- | --------------- | -------- | -------------------- | -------------------- | --------------------------- | ----------------- | ---- | ----------- |
| Até 8× LGA 2011-1  | Xeon E7 | 8895 v3  | 18 (36)         | 45MB     | 2.6 GHz              | 3.5 GHz              | 3× 9.6GT/s QPI 32× PCIe 3.0 | 4× DDR4-1866      | 175W | Oracle OEM  |
| Até 8× LGA 2011-1  | Xeon E7 | 8890 v3  | 18 (36)         | 45MB     | 2.5 GHz              | 3.3 GHz              | 3× 9.6GT/s QPI 32× PCIe 3.0 | 4× DDR4-1866      | 165W | $7174       |
| Até 8× LGA 2011-1  | Xeon E7 | 8880 v3  | 18 (36)         | 45MB     | 2.3 GHz              | 3.1 GHz              | 3× 9.6GT/s QPI 32× PCIe 3.0 | 4× DDR4-1866      | 140W | $6063       |
| Até 8× LGA 2011-1  | Xeon E7 | 8870 v3  | 18 (36)         | 45MB     | 2.1 GHz              | 2.9 GHz              | 3× 9.6GT/s QPI 32× PCIe 3.0 | 4× DDR4-1866      | 140W | $5895       |
| Até 8× LGA 2011-1  | Xeon E7 | 8880L v3 | 18 (36)         | 45MB     | 2.0 GHz              | 2.8 GHz              | 3× 9.6GT/s QPI 32× PCIe 3.0 | 4× DDR4-1866      | 115W | $4672       |
| Até 8× LGA 2011-1  | Xeon E7 | 8867 v3  | 16 (32)         | 45MB     | 2.5 GHz              | 3.3 GHz              | 3× 9.6GT/s QPI 32× PCIe 3.0 | 4× DDR4-1866      | 165W | $4672       |
| Até 8× LGA 2011-1  | Xeon E7 | 8860 v3  | 16 (32)         | 40MB     | 2.2 GHz              | 3.2 GHz              | 3× 9.6GT/s QPI 32× PCIe 3.0 | 4× DDR4-1866      | 140W | $4061       |
| Até 8× LGA 2011-1  | Xeon E7 | 8891 v3  | 10 (20)         | 45MB     | 2.8 GHz              | 3.5 GHz              | 3× 9.6GT/s QPI 32× PCIe 3.0 | 4× DDR4-1866      | 165W | $6841       |
| Até 8× LGA 2011-1  | Xeon E7 | 8893 v3  | 4 (8)           | 45MB     | 3.2 GHz              | 3.5 GHz              | 3× 9.6GT/s QPI 32× PCIe 3.0 | 4× DDR4-1866      | 140W | $6841       |
| Até 4× LGA 2011-v3 | Xeon E7 | 4850 v3  | 14 (28)         | 35MB     | 2.2 GHz              | 2.8 GHz              | 3× 8.0GT/s QPI 32× PCIe 3.0 | 4× DDR4-1866      | 115W | $3003       |
| Até 4× LGA 2011-v3 | Xeon E7 | 4830 v3  | 12 (24)         | 30MB     | 2.1 GHz              | 2.7 GHz              | 3× 8.0GT/s QPI 32× PCIe 3.0 | 4× DDR4-1866      | 115W | $2170       |
| Até 4× LGA 2011-v3 | Xeon E7 | 4820 v3  | 10 (20)         | 25MB     | 1.9 GHz              | N/A                  | 3× 6.4GT/s QPI 32× PCIe 3.0 | 4× DDR4-1866      | 115W | $1502       |
| Até 4× LGA 2011-v3 | Xeon E7 | 4809 v3  | 8 (16)          | 20MB     | 2.0 GHz              | N/A                  | 3× 6.4GT/s QPI 32× PCIe 3.0 | 4× DDR4-1866      | 115W | $1223       |

#### Broadwell-EP (Xeon E5 v4)
Os processadores de servidor para o soquete LGA 2011-v3 estão listados nas tabelas abaixo. Esses processadores são construídos na arquitetura Broadwell-E, litografia de 14nm, DDR4 ECC de 4 canais com até 1,5 TB e 40 pistas de PCI Express 3.0. E5-16xx v4 não tem links QPI. Os processadores E5-26xx v4 e E5-46xx 4 têm 2 links QPI.
| Socket             | Modelo  | Modelo   | Cores (threads) | L3 Cache | Taxa de clock da CPU | Taxa de clock da CPU | Interface                   | Memória suportada | TDP  | Preço (USD) |
| Socket             | Modelo  | Modelo   | Cores (threads) | L3 Cache | Base                 | Turbo                | Interface                   | Memória suportada | TDP  | Preço (USD) |
| ------------------ | ------- | -------- | --------------- | -------- | -------------------- | -------------------- | --------------------------- | ----------------- | ---- | ----------- |
| Até 4× LGA 2011-v3 | Xeon E5 | 4669 v4  | 22 (44)         | 55MB     | 2.2 GHz              | 3.0 GHz              | 2× 9.6GT/s QPI 40× PCIe 3.0 | 4× DDR4           | 135W | $7007       |
| Até 4× LGA 2011-v3 | Xeon E5 | 4667 v4  | 18 (36)         | 45MB     | 2.2 GHz              | 3.0 GHz              | 2× 9.6GT/s QPI 40× PCIe 3.0 | 4× DDR4           | 135W | $5729       |
| Até 4× LGA 2011-v3 | Xeon E5 | 4660 v4  | 16 (32)         | 40MB     | 2.2 GHz              | 3.0 GHz              | 2× 9.6GT/s QPI 40× PCIe 3.0 | 4× DDR4           | 120W | $4727       |
| Até 4× LGA 2011-v3 | Xeon E5 | 4650 v4  | 14 (28)         | 35MB     | 2.2 GHz              | 2.8 GHz              | 2× 9.6GT/s QPI 40× PCIe 3.0 | 4× DDR4           | 105W | $3838       |
| Até 4× LGA 2011-v3 | Xeon E5 | 4655 v4  | 8 (16)          | 30MB     | 2.5 GHz              | 3.2 GHz              | 2× 9.6GT/s QPI 40× PCIe 3.0 | 4× DDR4           | 135W | $4616       |
| Até 4× LGA 2011-v3 | Xeon E5 | 4628L v4 | 14 (28)         | 35MB     | 1.8 GHz              | 2.2 GHz              | 2× 8.0GT/s QPI 40× PCIe 3.0 | 4× DDR4           | 75W  | $2535       |
| Até 4× LGA 2011-v3 | Xeon E5 | 4640 v4  | 12 (24)         | 30MB     | 2.1 GHz              | 2.6 GHz              | 2× 8.0GT/s QPI 40× PCIe 3.0 | 4× DDR4           | 105W | $2837       |
| Até 4× LGA 2011-v3 | Xeon E5 | 4620 v4  | 10 (20)         | 25MB     | 2.1 GHz              | 2.6 GHz              | 2× 8.0GT/s QPI 40× PCIe 3.0 | 4× DDR4           | 105W | $1668       |
| Até 4× LGA 2011-v3 | Xeon E5 | 4627 v4  | 10 (20)         | 25MB     | 1.8 GHz              | N/A                  | 2× 6.4GT/s QPI              | 4× DDR4           | 105W | $1219       |
| Até 4× LGA 2011-v3 | Xeon E5 | 4627 v4  | 10 (10)         | 25MB     | 2.6 GHz              | 3.2 GHz              | 2× 8.0GT/s QPI              | 4× DDR4           | 135W | $2225       |
| Até 2× LGA 2011-v3 | Xeon E5 | 2699A v4 | 22 (44)         | 55MB     | 2.4 GHz              | 3.6 GHz              | 2× 9.6GT/s QPI 40× PCIe 3.0 | 4× DDR4-2400      | 145W | $4938       |
| Até 2× LGA 2011-v3 | Xeon E5 | 2699 v4  | 22 (44)         | 55MB     | 2.2 GHz              | 3.6 GHz              | 2× 9.6GT/s QPI 40× PCIe 3.0 | 4× DDR4-2400      | 145W | $4115       |
| Até 2× LGA 2011-v3 | Xeon E5 | 2699R v4 | 22 (44)         | 55MB     | 2.2 GHz              | 3.6 GHz              | 2× 9.6GT/s QPI 40× PCIe 3.0 | 4× DDR4-2400      | 145W | $4560       |
| Até 2× LGA 2011-v3 | Xeon E5 | 2698 v4  | 20 (40)         | 50MB     | 2.2 GHz              | 3.6 GHz              | 2× 9.6GT/s QPI 40× PCIe 3.0 | 4× DDR4-2400      | 135W | $3226       |
| Até 2× LGA 2011-v3 | Xeon E5 | 2697 v4  | 18 (36)         | 45MB     | 2.3 GHz              | 3.6 GHz              | 2× 9.6GT/s QPI 40× PCIe 3.0 | 4× DDR4-2400      | 145W | $2702       |
| Até 2× LGA 2011-v3 | Xeon E5 | 2695 v4  | 18 (36)         | 45MB     | 2.1 GHz              | 3.3 GHz              | 2× 9.6GT/s QPI 40× PCIe 3.0 | 4× DDR4-2400      | 120W | $2424       |
| Até 2× LGA 2011-v3 | Xeon E5 | 2697A v4 | 16 (32)         | 40MB     | 2.6 GHz              | 3.6 GHz              | 2× 9.6GT/s QPI 40× PCIe 3.0 | 4× DDR4-2400      | 145W | $2891       |
| Até 2× LGA 2011-v3 | Xeon E5 | 2683 v4  | 16 (32)         | 40MB     | 2.1 GHz              | 3.6 GHz              | 2× 9.6GT/s QPI 40× PCIe 3.0 | 4× DDR4-2400      | 120W | $1846       |
| Até 2× LGA 2011-v3 | Xeon E5 | 2690 v4  | 14 (28)         | 35MB     | 2.6 GHz              | 3.5 GHz              | 2× 9.6GT/s QPI 40× PCIe 3.0 | 4× DDR4-2400      | 135W | $2090       |
| Até 2× LGA 2011-v3 | Xeon E5 | 2680 v4  | 14 (28)         | 35MB     | 2.4 GHz              | 3.3 GHz              | 2× 9.6GT/s QPI 40× PCIe 3.0 | 4× DDR4-2400      | 120W | $1745       |
| Até 2× LGA 2011-v3 | Xeon E5 | 2660 v4  | 14 (28)         | 35MB     | 2.0 GHz              | 3.2 GHz              | 2× 9.6GT/s QPI 40× PCIe 3.0 | 4× DDR4-2400      | 105W | $1445       |
| Até 2× LGA 2011-v3 | Xeon E5 | 2648L v4 | 14 (28)         | 35MB     | 2.3 GHz              | 2.8 GHz              | 2× 9.6GT/s QPI 40× PCIe 3.0 | 4× DDR4-2400      | 105W | $1832       |
| Até 2× LGA 2011-v3 | Xeon E5 | 2648L v4 | 14 (28)         | 35MB     | 1.8 GHz              | 2.5 GHz              | 2× 9.6GT/s QPI 40× PCIe 3.0 | 4× DDR4-2400      | 75W  | $1544       |
| Até 2× LGA 2011-v3 | Xeon E5 | 2650L v4 | 14 (28)         | 35MB     | 1.7 GHz              | 2.5 GHz              | 2× 9.6GT/s QPI 40× PCIe 3.0 | 4× DDR4-2400      | 65W  | $1329       |
| Até 2× LGA 2011-v3 | Xeon E5 | 2687W v4 | 12 (24)         | 30MB     | 3.0 GHz              | 3.5 GHz              | 2× 9.6GT/s QPI 40× PCIe 3.0 | 4× DDR4-2400      | 160W | $2141       |
| Até 2× LGA 2011-v3 | Xeon E5 | 2650 v4  | 12 (24)         | 30MB     | 2.2 GHz              | 2.9 GHz              | 2× 9.6GT/s QPI 40× PCIe 3.0 | 4× DDR4-2400      | 105W | $1166       |
| Até 2× LGA 2011-v3 | Xeon E5 | 2628L v4 | 12 (24)         | 30MB     | 1.9 GHz              | 2.4 GHz              | 2× 8.0GT/s QPI 40× PCIe 3.0 | 4× DDR4-2133      | 75W  | $1364       |
| Até 2× LGA 2011-v3 | Xeon E5 | 2640 v4  | 10 (20)         | 25MB     | 2.4 GHz              | 3.4 GHz              | 2× 8.0GT/s QPI 40× PCIe 3.0 | 4× DDR4-2133      | 90W  | $939        |
| Até 2× LGA 2011-v3 | Xeon E5 | 2630 v4  | 10 (20)         | 25MB     | 2.2 GHz              | 3.1 GHz              | 2× 8.0GT/s QPI 40× PCIe 3.0 | 4× DDR4-2133      | 85W  | $667        |
| Até 2× LGA 2011-v3 | Xeon E5 | 2618L v4 | 10 (20)         | 25MB     | 2.2 GHz              | 3.2 GHz              | 2× 8.0GT/s QPI 40× PCIe 3.0 | 4× DDR4-2133      | 75W  | $779        |
| Até 2× LGA 2011-v3 | Xeon E5 | 2630L v4 | 10 (20)         | 25MB     | 1.8 GHz              | 2.9 GHz              | 2× 8.0GT/s QPI 40× PCIe 3.0 | 4× DDR4-2133      | 55W  | $612        |
| Até 2× LGA 2011-v3 | Xeon E5 | 2620 v4  | 8 (16)          | 20MB     | 2.1 GHz              | 3.0 GHz              | 2× 8.0GT/s QPI 40× PCIe 3.0 | 4× DDR4-2133      | 85W  | $417        |
| Até 2× LGA 2011-v3 | Xeon E5 | 2608L v4 | 8 (16)          | 20MB     | 1.6 GHz              | 1.7 GHz              | 2× 6.4GT/s QPI 40× PCIe 3.0 | 4× DDR4-1866      | 50W  | $363        |
| Até 2× LGA 2011-v3 | Xeon E5 | 2609 v4  | 8 (8)           | 20MB     | 1.7 GHz              | N/A                  | 2× 6.4GT/s QPI 40× PCIe 3.0 | 4× DDR4-1866      | 85W  | $306        |
| Até 2× LGA 2011-v3 | Xeon E5 | 2603 v4  | 6 (6)           | 15MB     | 1.7 GHz              | N/A                  | 2× 6.4GT/s QPI 40× PCIe 3.0 | 4× DDR4-1866      | 85W  | $213        |
| Até 2× LGA 2011-v3 | Xeon E5 | 2623 v4  | 4 (8)           | 10MB     | 2.6 GHz              | 3.2 GHz              | 2× 8.0GT/s QPI              | 4× DDR4-2133      | 85W  | $444        |
| LGA 2011-v3        | Xeon E5 | 1680 v4  | 8 (16)          | 20MB     | 3.4 GHz              | 4.0 GHz              | 40× PCIe 3.0                | 4× DDR4-2400      | 140W | $1723       |
| LGA 2011-v3        | Xeon E5 | 1660 v4  | 8 (16)          | 20MB     | 3.2 GHz              | 3.8 GHz              | 40× PCIe 3.0                | 4× DDR4-2400      | 140W | $1113       |
| LGA 2011-v3        | Xeon E5 | 1650 v4  | 6 (12)          | 15MB     | 3.6 GHz              | 4.0 GHz              | 40× PCIe 3.0                | 4× DDR4-2400      | 140W | $617        |
| LGA 2011-v3        | Xeon E5 | 1630 v4  | 6 (12)          | 10MB     | 3.7 GHz              | 4.0 GHz              | 40× PCIe 3.0                | 4× DDR4-2400      | 140W | $406        |
| LGA 2011-v3        | Xeon E5 | 1620 v4  | 4 (8)           | 10MB     | 3.5 GHz              | 3.8 GHz              | 40× PCIe 3.0                | 4× DDR4-2133      | 140W | $294        |

| Socket             | Modelo  | Modelo  | Cores (threads) | L3 Cache | Taxa de clock da CPU | Taxa de clock da CPU | Interface                   | Memória suportada | TDP  | Preço (USD) |
| Socket             | Modelo  | Modelo  | Cores (threads) | L3 Cache | Base                 | Turbo                | Interface                   | Memória suportada | TDP  | Preço (USD) |
| ------------------ | ------- | ------- | --------------- | -------- | -------------------- | -------------------- | --------------------------- | ----------------- | ---- | ----------- |
| Até 2× LGA 2011-v3 | Xeon E5 | 2689 v4 | 10 (20)         | 25 MB    | 3.1 GHz              | 3.8 GHz              | 2× 9.6GT/s QPI 40× PCIe 3.0 | 4× DDR4-2400      | 165W | $2723       |
| Até 2× LGA 2011-v3 | Xeon E5 | 2667 v4 | 8 (16)          | 25 MB    | 3.2 GHz              | 3.6 GHz              | 2× 9.6GT/s QPI 40× PCIe 3.0 | 4× DDR4-2400      | 135W | $2057       |
| Até 2× LGA 2011-v3 | Xeon E5 | 2643 v4 | 6 (12)          | 20 MB    | 3.4 GHz              | 3.7 GHz              | 2× 9.6GT/s QPI 40× PCIe 3.0 | 4× DDR4-2400      | 135W | $1552       |
| Até 2× LGA 2011-v3 | Xeon E5 | 2637 v4 | 4 (8)           | 15 MB    | 3.5 GHz              | 3.7 GHz              | 2× 9.6GT/s QPI 40× PCIe 3.0 | 4× DDR4-2400      | 135W | $996        |

| Socket             | Modelo  | Modelo   | Cores (threads) | L3 Cache | Taxa de clock da CPU | Taxa de clock da CPU | Interface                   | Memória suportada | TDP   | Known Client |
| Socket             | Modelo  | Modelo   | Cores (threads) | L3 Cache | Base                 | Turbo                | Interface                   | Memória suportada | TDP   | Known Client |
| ------------------ | ------- | -------- | --------------- | -------- | -------------------- | -------------------- | --------------------------- | ----------------- | ----- | ------------ |
| Até 2× LGA 2011-v3 | Xeon E5 | 2699P v4 | 22 (44)         | 55MB     | 3.0 GHz              | 3.6 GHz              | 2× 9.6GT/s QPI 40× PCIe 3.0 |                   | 300W  |              |
| Até 2× LGA 2011-v3 | Xeon E5 | 2699C v4 | 22 (44)         | 55MB     | 2.2 GHz              | 2.4 GHz              | 2× 9.6GT/s QPI 40× PCIe 3.0 | 4× DDR4-2400      | 145W  |              |
| Até 2× LGA 2011-v3 | Xeon E5 | 2696 v4  | 22 (44)         | 55MB     | 2.2 GHz              | 3.7 GHz?             | 2× 9.6GT/s QPI 40× PCIe 3.0 | 4× DDR4-2400      | 150W? |              |
| Até 2× LGA 2011-v3 | Xeon E5 | 2679 v4  | 20 (40)         | 50MB     | 2.5 GHz              | 3.3 GHz?             | 2× 9.6GT/s QPI 40× PCIe 3.0 | 4× DDR4-2400      | 200W? |              |
| Até 2× LGA 2011-v3 | Xeon E5 | 2673 v4  | 20 (40)         | 50MB     | 2.3 GHz              | 3.6 GHz?             | 2× 9.6GT/s QPI 40× PCIe 3.0 | 4× DDR4-2400      | 135W? |              |
| Até 2× LGA 2011-v3 | Xeon E5 | 2686 v4  | 18 (36)         | 45MB     | 2.3 GHz              | 3.0 GHz              | 2× 9.6GT/s QPI 40× PCIe 3.0 | 4× DDR4-2400      | 145W  |              |
| Até 2× LGA 2011-v3 | Xeon E5 | 2682 v4  | 16 (32)         | 40MB     | 2.5 GHz              | 3.0 GHz              | 2× 9.6GT/s QPI 40× PCIe 3.0 | 4× DDR4-2400      | 120W  |              |
| Até 2× LGA 2011-v3 | Xeon E5 | 2676 v4  | 16 (32)         | 40MB     | 2.4 GHz              | 3.0 GHz              | 2× 9.6GT/s QPI 40× PCIe 3.0 | 4× DDR4-2400      | 145W  |              |
| Até 2× LGA 2011-v3 | Xeon E5 | AWS-1100 | 16 (32)         | 40MB     | 2.4 GHz              | 3.0 GHz              | 2× 9.6GT/s QPI 40× PCIe 3.0 | 4× DDR4-2400      | 145W  | Amazon       |
| Até 2× LGA 2011-v3 | Xeon E5 | 2666 v4  | 12 (24)         | 30MB     | 2.8 GHz              | 3.4 GHz              | 2× 9.6GT/s QPI 40× PCIe 3.0 | 4× DDR4-2400      | 145W  | Amazon       |
| Até 2× LGA 2011-v3 | Xeon E5 | 2689A v4 | 8 (16)          | 20MB     | 3.4 GHz              | 3.6 GHz              | 2× 9.6GT/s QPI 40× PCIe 3.0 | 4× DDR4-2400      | 145W  |              |
| LGA 2011-v3        | Xeon E5 | 1607 v4  | 4 (8)           | 10 MB    | 3.1 GHz              | N/A                  | 40× PCIe 3.0                | 4× DDR4-2133      | 140 W |              |
| LGA 2011-v3        | Xeon E5 | 1603 v4  | 4 (4)           | 10 MB    | 2.8 GHz              | N/A                  | 40× PCIe 3.0                | 4× DDR4-2133      | 140 W |              |

#### Broadwell-EX (Xeon E7 v4)
| Socket            | Modelo  | Modelo  | Cores (threads) | L3 Cache | Taxa de clock da CPU | Taxa de clock da CPU | Interface                    | Memória suportada | TDP  | Data de lançamento | Preço (USD) |
| Socket            | Modelo  | Modelo  | Cores (threads) | L3 Cache | Base                 | Turbo                | Interface                    | Memória suportada | TDP  | Data de lançamento | Preço (USD) |
| ----------------- | ------- | ------- | --------------- | -------- | -------------------- | -------------------- | ---------------------------- | ----------------- | ---- | ------------------ | ----------- |
| Até 8× LGA 2011-1 | Xeon E7 | 8894 v4 | 24              | 60MB     | 2.4 GHz              | 3.4 GHz              | 3× 9.6 GT/s QPI 32× PCIe 3.0 | 4× DDR4-1866      | 165W | February 9, 2017   | $8898       |
| Até 8× LGA 2011-1 | Xeon E7 | 8890 v4 | 24              | 60MB     | 2.2 GHz              | 3.4 GHz              | 3× 9.6 GT/s QPI 32× PCIe 3.0 | 4× DDR4-1866      | 165W | 6 de junho de 2016 | $7174       |
| Até 8× LGA 2011-1 | Xeon E7 | 8880 v4 | 22              | 55MB     | 2.2 GHz              | 3.3 GHz              | 3× 9.6 GT/s QPI 32× PCIe 3.0 | 4× DDR4-1866      | 150W | 6 de junho de 2016 | $5895       |
| Até 8× LGA 2011-1 | Xeon E7 | 8870 v4 | 20              | 50MB     | 2.1 GHz              | 3.0 GHz              | 3× 9.6 GT/s QPI 32× PCIe 3.0 | 4× DDR4-1866      | 140W | 6 de junho de 2016 | $4672       |
| Até 8× LGA 2011-1 | Xeon E7 | 8860 v4 | 18              | 45MB     | 2.2 GHz              | 3.2 GHz              | 3× 9.6 GT/s QPI 32× PCIe 3.0 | 4× DDR4-1866      | 140W | 6 de junho de 2016 | $4061       |
| Até 8× LGA 2011-1 | Xeon E7 | 8867 v4 | 18              | 45MB     | 2.4 GHz              | 3.3 GHz              | 3× 9.6 GT/s QPI 32× PCIe 3.0 | 4× DDR4-1866      | 165W | 6 de junho de 2016 | $4672       |
| Até 8× LGA 2011-1 | Xeon E7 | 8891 v4 | 10              | 60MB     | 2.8 GHz              | 3.5 GHz              | 3× 9.6 GT/s QPI 32× PCIe 3.0 | 4× DDR4-1866      | 165W | 6 de junho de 2016 | $6841       |
| Até 8× LGA 2011-1 | Xeon E7 | 8893 v4 | 4               | 60MB     | 3.2 GHz              | 3.5 GHz              | 3× 9.6 GT/s QPI 32× PCIe 3.0 | 4× DDR4-1866      | 140W | 6 de junho de 2016 | $6841       |
| Até 4× LGA 2011-1 | Xeon E7 | 4850 v4 | 16              | 40MB     | 2.1 GHz              | 2.8 GHz              | 3× 8.0 GT/s QPI 32× PCIe 3.0 | 4× DDR4-1866      | 115W | 6 de junho de 2016 | $3003       |
| Até 4× LGA 2011-1 | Xeon E7 | 4830 v4 | 14              | 35MB     | 2 GHz                | 2.8 GHz              | 3× 8.0 GT/s QPI 32× PCIe 3.0 | 4× DDR4-1866      | 115W | 6 de junho de 2016 | $2170       |
| Até 4× LGA 2011-1 | Xeon E7 | 4820 v4 | 10              | 25MB     | 2 GHz                | N/A                  | 3× 6.4 GT/s QPI              | 4× DDR4-1866      | 115W | 6 de junho de 2016 | $1502       |